# 산드로 로셀
알렉산드레 로셀 이 펠리우(스페인어: Alexandre Rosell i Feliu, 1964년 3월 6일 ~)는 2010년 7월부터 임기를 시작하는 FC 바르셀로나의 회장이다. 소시오들이 직접 참여한 회장 선거에서 로셀은 과반수가 넘는 역대 최다 득표로 당선되었다.
ESADE에서 MBA를 수료했으며, 나이키의 스포츠 마케팅을 담당했다. 2003년 FC 바르셀로나의 회장 선거에서 호안 라포르타 진영의 핵심 멤버로 활동하면서 클럽에서의 커리어를 쌓기 시작했다. 그러나 라포르타가 회장으로 당선된 이후 둘의 사이는 멀어졌고, 2010년 선거에서는 대대적으로 반(反) 라포르타를 주장하며 당선되었다. 2003년 호나우지뉴를 캄프 누로 영입해 온 장본인이기도 하다.

## 같이 보기
- FC 바르셀로나